# Forte do Paru de Almeirim
O Forte do Paru de Almeirim, também referido apenas como Forte de Almeirim, localizava-se à margem esquerda da foz do rio Jenipapo ou rio Paru, afluente da margem esquerda do rio Amazonas, onde se localizava o aldeamento do Paru (depois vila de Almeirim), hoje cidade de Almeirim, no interior do estado do Pará, no Brasil.

## História
Esta estrutura foi edificada em local próximo onde, no início do século XVII, existira o Forte do Desterro, na foz do rio Uacapari, por determinação do Governador e Capitão-general do Estado do Maranhão e Grão-Pará, Antônio de Albuquerque Coelho de Carvalho (1685 - 1690). Foi um dos quatro fortes erguidos pelo maranhense capitão Francisco da Mota Falcão, às próprias expensas, nos sítios que lhe fossem indicados, em troca da mercê do governo vitalício de uma delas (vide Forte de São José da Barra do Rio Negro, Forte de Santo Antônio dos Pauxis de Óbidos, e Forte dos Tapajós de Santarém). Devido ao seu falecimento, deixando as obras inacabadas, o seu filho, Manoel da Mota Siqueira, assumiu e conclui a empreitada (BARRETTO, 1958:50), c. 1697.
No local, fundado por frades capuchos de Santo Antônio, existia um aldeamento de indígenas, a aldeia do Paru, que assim prosperou, tendo se unido a ela indígenas do rio Uacapari.
Posteriormente foi reconstruído e ampliado (1745), obras assinaladas em 1749 quando por ali passou o Mestre-de-Campo José Miguel Aires que então o achou em bom estado, o que valeu um elogio ao seu comandante à época, o capitão Caetano Corrêa Pinto. (OLIVEIRA, 1968:746)
Sob o governo de Francisco Xavier de Mendonça Furtado o aldeamento do Paru foi elevado à categoria de Vila com o nome de Almeirim a 22 de fevereiro de 1758. (BARRETTO, 1958:50)
Figura como "Forte do Parú" no mapa nº 29 do "Le petit atlas maritime (...) par le S. Bellin, 1764 - Guyane Portugaise et partie du cours de la rivière des Amazones", embora no nº 46 da mesma coleção se observe "Destierro forte", entre o "Rio Paru ou Ginipape" e o "Urubu Cuara". (OLIVEIRA, 1968:744) O mapa "Caart van Guiana", de Jacob van Hartsinck (1770) assinala, na foz do rio para dentro, "Paru", forte na foz do rio do mesmo nome, e "Destierro", forte, à direita do rio Paru. Aires de Casal, na sua Corografia Brasílica (1816) depois de referir Almeirim como "(...) vila medíocre e vistosamente situada situada sobre a foz do rio Paru, do qual teve noutro tempo o nome. Seu princípio foi um forte holandês que se conserva melhorado" e complementa que "(...) pouco mais de seis léguas acima de Almeirim está a freguesia de N. S. do Desterro, situada sobre a embocadura do rio Uacarapi, que é considerável." (OLIVEIRA, 1968:746)
De acordo com Artur Viana, em 1784 o governador Martinho de Sousa Albuquerque, acompanhado pelo Sargento-mor de Engenheiros João Vasco Manuel Braun encontrou-o arruinado, estado em que também o encontrou D. Frei Caetano da Anunciação Brandão, em sua viagem pastoral do ano seguinte (1785). (OLIVEIRA, 1968:746)
Em 1835, Almeirim foi palco da Cabanagem, tendo a vila sido invadida e quase que totalmente destruída. Após a Cabanagem, o governador Francisco José de Sousa Soares de Andréa, em informação ao Ministério da Guerra em 1838, comunicava: "Almeirim já foi fortificada, hoje, porém, estão essas obras arruinadas e em abandono". (OLIVEIRA, 1968:746) BAENA (1839), no mesmo período, por sua vez, cita: "(...) ainda se podia ver, que essa obra fora desenhada e construída por pessoa, que da arte de fortificar tinha alguma luz por uso." (BAENA, Antônio Ladislau Monteiro. Ensaio Chorographico do Pará. 1839. apud SOUZA, 1885:68)
GARRIDO (1940) considera que o Forte do rio Paru, erguido por Francisco da Mota Falcão entre 1654 e 1658, foi conquistado e arrasado em meados de 1697 pelo Marquês de Ferroles, Governador da Guiana Francesa, confundindo-o com o Forte do rio Bataboute (op. cit., p. 21). Com relação ao Forte de Almeirim, que também denomina como Forte do Desterro, e que considera distinto do Forte do Paru, atribui-o a Bento Maciel Parente em 1638, porém localiza-o próximo à atual cidade de Monte Alegre e à foz do rio Jenipapo, tendo sido guarnecido com trinta homens (op. cit., p. 21). Registre-se que a antiga Montalegre situava-se na margem esquerda do rio Gurupatuba, a localidade do Desterro na margem direita da foz do rio Uacarapy, e a do Paru na margem esquerda da foz do rio Paru ou Jenipapo, todos afluentes da margem esquerda do rio Amazonas.
REIS localiza-o no rio Paru, seis léguas acima de sua foz, o que coincide com a freguesia de Nossa Senhora do Desterro, relacionada por Manuel Aires de Casal em sua Corografia Brasílica. (OLIVEIRA, 1968:744)